# 第9ヘリコプター海上戦闘飛行隊 (アメリカ海軍)
第9ヘリコプター海上戦闘飛行隊（だい9ヘリコプターかいじょうせんとうひこうたい、英: Helicopter Sea Combat Squadron 9、略称：HSC-9）は、アメリカ海軍大西洋艦隊ヘリコプター海上戦闘航空団隷下のヘリコプター部隊。愛称はトライデンツ。1952年6月18日に第3ヘリコプター対潜飛行隊（英: Helicopter Anti-Submarine Squadron 3、略称：HS-3）としてノースカロライナ州エリザベス・シティ海軍航空施設で編成され、2009年6月1日に第9ヘリコプター海上戦闘飛行隊へ改編された。バージニア州ノーフォーク海軍基地に所在し、空母「ジェラルド・R・フォード（USS Gerald R. Ford, CVN-78）」艦載の第8空母航空団を構成する飛行隊になっている。多用途ヘリコプターとしてMH-60Sを運用する。

## 歴代運用機
- 哨戒ヘリコプター

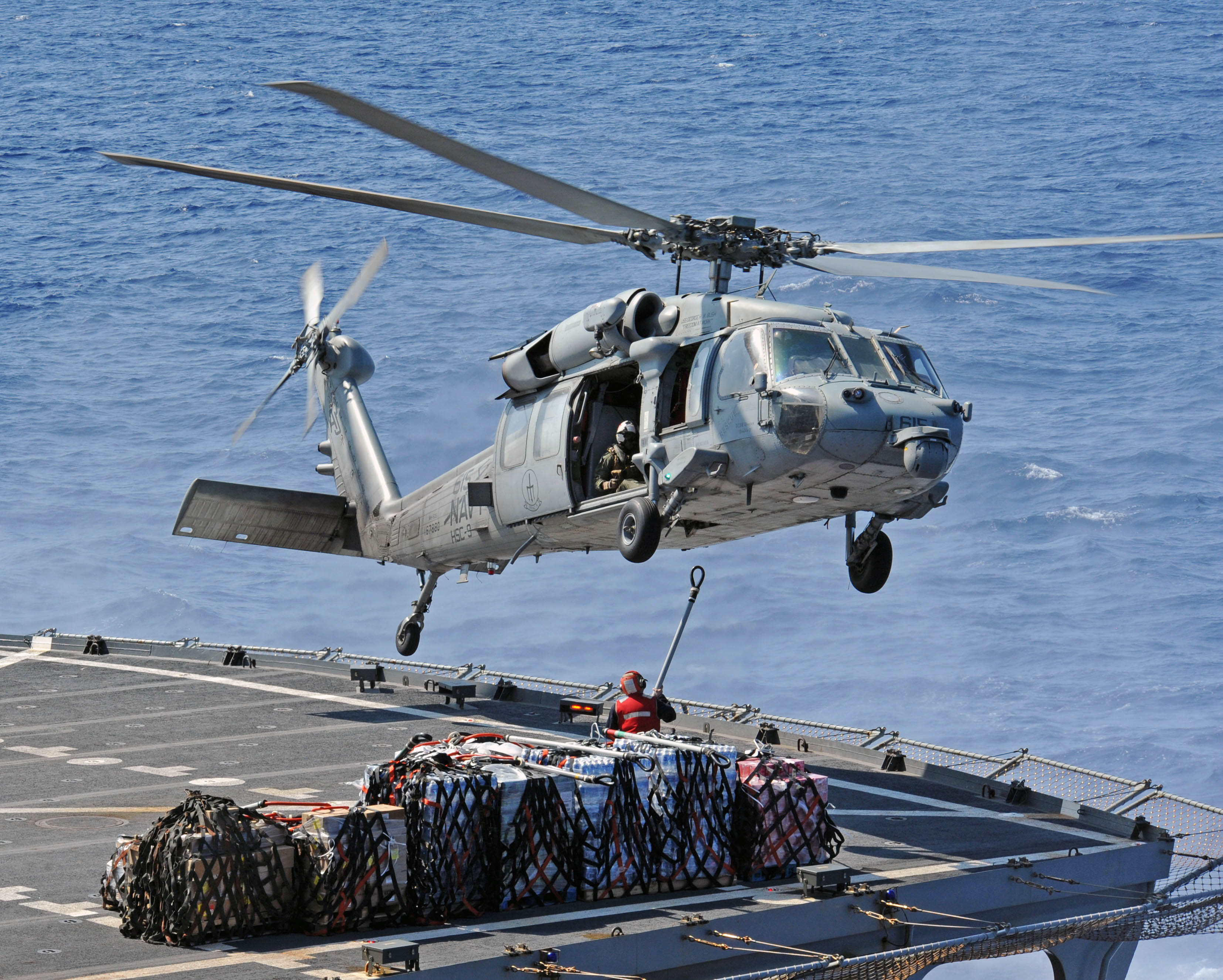
HSC-9で運用するMH-60S

  - HUP-2S（1952年 - 1953年）
  - HO4S（1954年 - 1955年）
  - HSS-1（1955年 - 1958年
  - HSS-1N（1958年 - 1961年）
  - SH-3A（1961年 - 1967年）
  - SH-3D（1967年 - 1979年）
  - SH-3H（1979年 - 1991年）
  - SH-60F（1991年 - 2009年）
- 救難ヘリコプター
  - HH-60H（1991年 - 2009年）
- 多用途ヘリコプター
  - MH-60S（2009年 - ）